# Bassillon-Vauzé
Pour les articles homonymes, voir Bassillon et Vauzé.
Bassillon-Vauzé est une commune française, située dans le département des Pyrénées-Atlantiques en région Nouvelle-Aquitaine.

## Géographie

### Localisation
La commune de Bassillon-Vauzé se trouve dans le département des Pyrénées-Atlantiques, en région Nouvelle-Aquitaine.
Elle se situe à 38 km par la route de Pau, préfecture du département, et à 35 km de Serres-Castet, bureau centralisateur du canton des Terres des Luys et Coteaux du Vic-Bilh dont dépend la commune depuis 2015 pour les élections départementales.
La commune fait en outre partie du bassin de vie de Lembeye.
Les communes les plus proches sont : 
Corbère-Abères (2,1 km), Vidouze (2,6 km), Lembeye (2,9 km), Moncaup (3,4 km), Luc-Armau (4,0 km), Escurès (4,0 km), Samsons-Lion (4,4 km), Peyrelongue-Abos (4,4 km).
Sur le plan historique et culturel, Bassillon-Vauzé fait partie de la province du Béarn, qui fut également un État et qui présente une unité historique et culturelle à laquelle s’oppose une diversité frappante de paysages au relief tourmenté.

### Communes limitrophes
Les communes limitrophes sont  Corbère-Abères, Lembeye, Luc-Armau, Moncaup et Vidouze.
|         | Corbère-Abères  | Moncaup                   |
| Lembeye | Bassillon-Vauzé | Vidouze (Hautes-Pyrénées) |
|         | Luc-Armau       |                           |

### Hydrographie

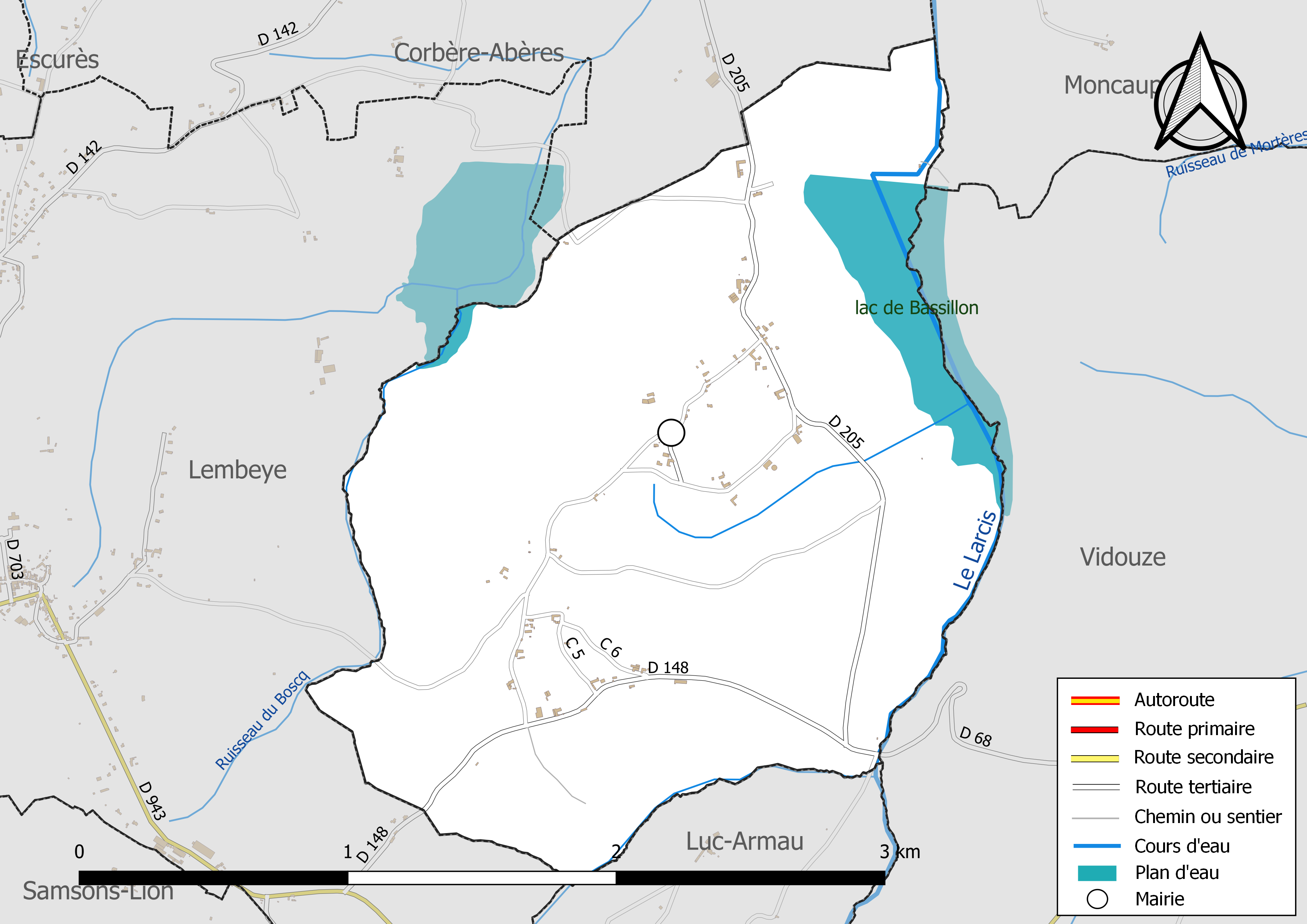
Réseaux hydrographique et routier de Bassillon-Vauzé.

La commune est drainée par le Larcis, le ruisseau du Boscq et par divers petits cours d'eau, constituant un réseau hydrographique de 4 km de longueur totale,.
Le Larcis, d'une longueur totale de 34,8 km, prend sa source dans la commune de Luc-Armau, et s'écoule vers le nord-ouest. Il se jette dans le Léez à Projan, après avoir traversé 20 communes.
Le lac de Bassillon, à l'est de la commune, est la conséquence d'une retenue d'eau sur le Larcis.
Une autre retenue d'eau, sur le ruisseau du Boscq, forme la retenue de Lembeye-Corbères, partiellement sur le territoire de la commune, au nord-ouest de celui-ci.

### Climat
Pour des articles plus généraux, voir Climat de la Nouvelle-Aquitaine et Climat des Pyrénées-Atlantiques.
Historiquement, la commune est dans une zone de transition entre les climats océaniques aquitain et montagnard.  
En 2020, Météo-France publie une typologie des climats de la France métropolitaine dans laquelle la commune est exposée à un climat de montagne et est dans une zone de transition entre les régions climatiques « Aquitaine, Gascogne » et « Pyrénées atlantiques ».
Pour la période 1971-2000, la température annuelle moyenne est de 12,9 °C, avec une amplitude thermique annuelle de 14,8 °C. Le cumul annuel moyen de précipitations est de 1 059 mm, avec 11,4 jours de précipitations en janvier et 7,7 jours en juillet. Pour la période 1991-2020, la température moyenne annuelle observée sur la station météorologique la plus proche, située sur la commune de Maubourguet à 9 km à vol d'oiseau, est de 13,5 °C et le cumul annuel moyen de précipitations est de 904,3 mm,. Pour l'avenir, les paramètres climatiques de la commune estimés pour 2050 selon différents scénarios d'émission de gaz à effet de serre sont consultables sur un site dédié publié par Météo-France en novembre 2022.

### Milieux naturels et biodiversité
Aucun espace naturel présentant un intérêt patrimonial n'est recensé sur la commune dans l'inventaire national du patrimoine naturel,,.

## Urbanisme

### Typologie
Au 1er janvier 2024, Bassillon-Vauzé est catégorisée commune rurale à habitat très dispersé, selon la nouvelle grille communale de densité à sept niveaux définie par l'Insee en 2022.
Elle est située hors unité urbaine. Par ailleurs la commune fait partie de l'aire d'attraction de Pau, dont elle est une commune de la couronne,. Cette aire, qui regroupe 227 communes, est catégorisée dans les aires de 200 000 à moins de 700 000 habitants,.

### Occupation des sols

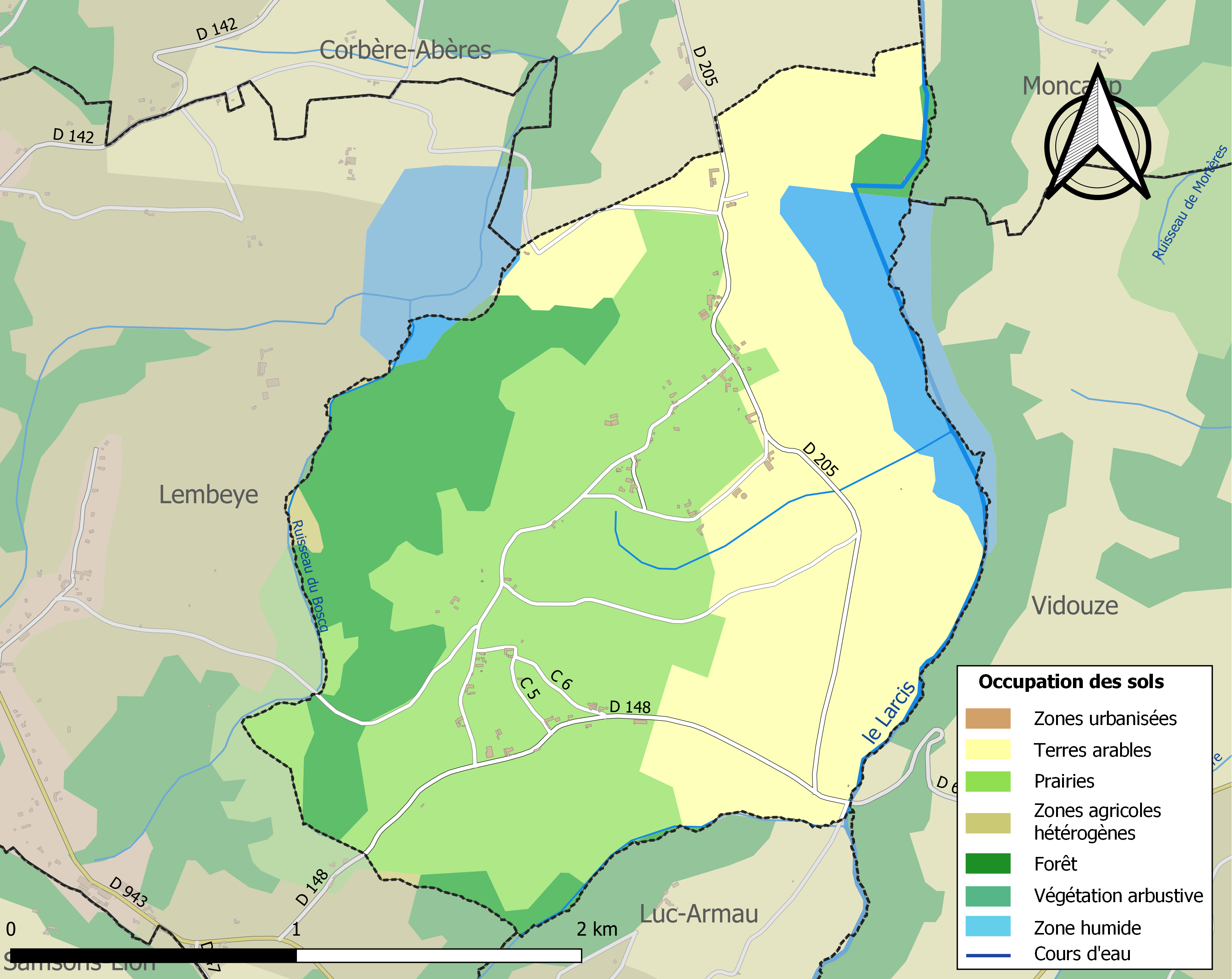
Carte des infrastructures et de l'occupation des sols de la commune en 2018 (CLC).

L'occupation des sols de la commune, telle qu'elle ressort de la base de données européenne d’occupation biophysique des sols Corine Land Cover (CLC), est marquée par l'importance des territoires agricoles (77,9 % en 2018), une proportion identique à celle de 1990 (77,9 %). La répartition détaillée en 2018 est la suivante : 
prairies (40,8 %), terres arables (36,4 %), forêts (16,5 %), eaux continentales (5,5 %), zones agricoles hétérogènes (0,7 %). L'évolution de l’occupation des sols de la commune et de ses infrastructures peut être observée sur les différentes représentations cartographiques du territoire : la carte de Cassini (XVIIIe siècle), la carte d'état-major (1820-1866) et les cartes ou photos aériennes de l'IGN pour la période actuelle (1950 à aujourd'hui).

### Lieux-dits et hameaux
- Bassillon
- Camescasse[6]
- Canton[6]
- les Garrus[6],[23]
- Grabette[6]
- Lasplaces[6]
- Marela[6]
- Maury[6]
- Millo[6]
- le Moutha[6],[23]
- Pachera[6]
- Pouey[24],[6]
- Routgé[6]
- Toubarthe[6]
- Vauzé

### Voies de communication et transports
Elle est desservie par les routes départementales D 148 et D 205.

### Risques majeurs
Le territoire de la commune de Bassillon-Vauzé est vulnérable à différents aléas naturels : météorologiques (tempête, orage, neige, grand froid, canicule ou sécheresse), inondations et séisme (sismicité modérée). Un site publié par le BRGM permet d'évaluer simplement et rapidement les risques d'un bien localisé soit par son adresse soit par le numéro de sa parcelle.
Certaines parties du territoire communal sont susceptibles d’être affectées par le risque d’inondation par une crue à  débordement lent de cours d'eau, notamment le Larcis. La commune a été reconnue en état de catastrophe naturelle au titre des dommages causés par les inondations et coulées de boue survenues en 1982 et 2009,.

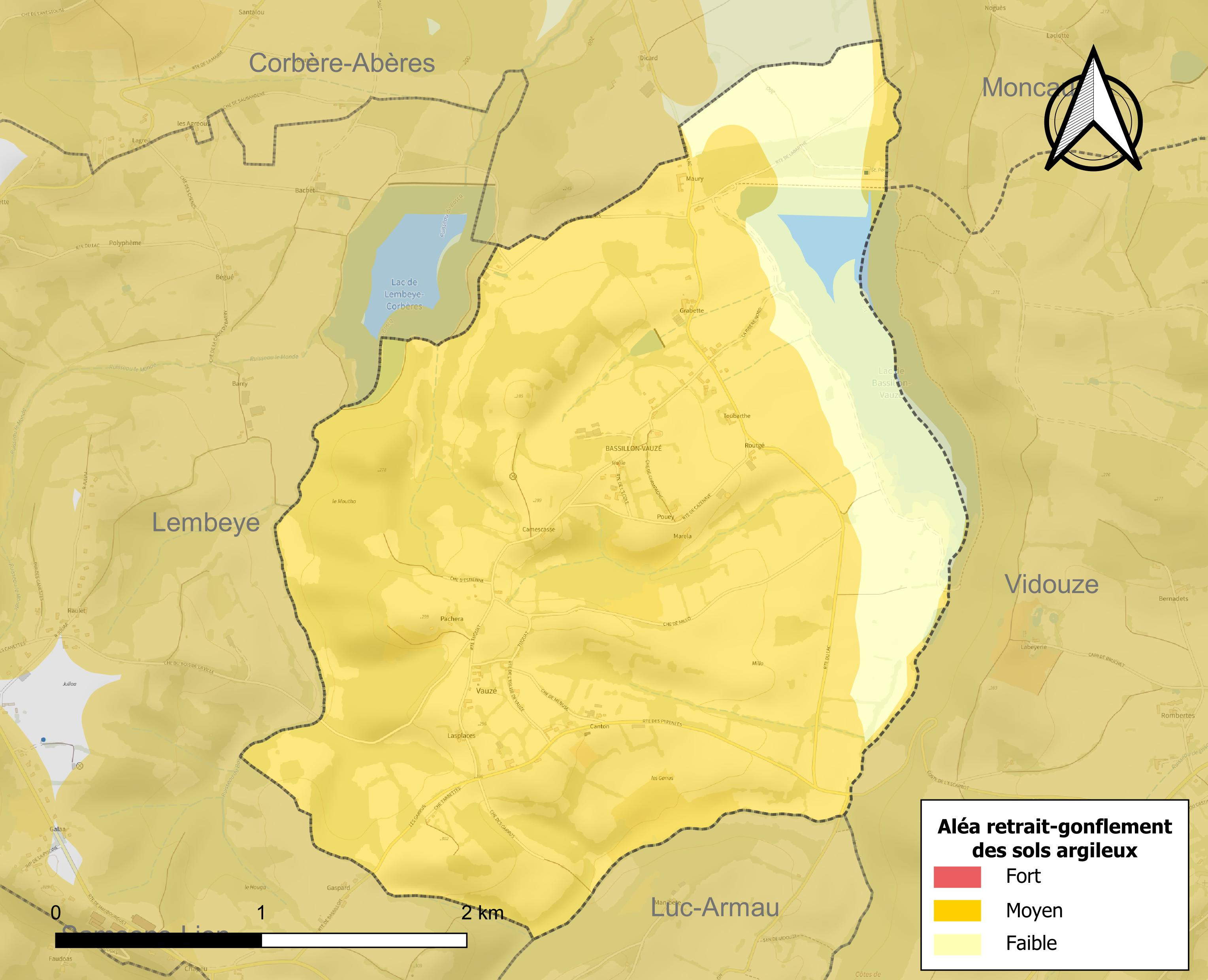
Carte des zones d'aléa retrait-gonflement des sols argileux de Bassillon-Vauzé.

Le retrait-gonflement des sols argileux est susceptible d'engendrer des dommages importants aux bâtiments en cas d’alternance de périodes de sécheresse et de pluie. 83,6 % de la superficie communale est en aléa moyen ou fort (59 % au niveau départemental et 48,5 % au niveau national). Depuis le 1er octobre 2020, en application de la loi ELAN, différentes contraintes s'imposent aux vendeurs, maîtres d'ouvrages ou constructeurs de biens situés dans une zone classée en aléa moyen ou fort,.

## Toponymie
Le toponyme Bassillon apparaît sous les formes 
Basilhoo (1385, recensement, et 1402, censier de Béarn), 
Bacilhoo, Baxilho, Basilhon et Bacilhon (respectivement 1540, 1542, 1546 et 1550, réformation de Béarn) et
Bassillon sur la carte de Cassini (fin XVIIIe siècle).
Son nom béarnais est Bassilhon-Bausèr ou Bassilhoû-Bausè.
D’après Michel Grosclaude, Bassillon provient du nom d’homme latin Bassilius, augmenté du suffixe -onem, soit « domaine de Bassilius ».
Le toponyme Vauzé apparaît sous les formes 
Bauser (1385, recensement de Lembeye), 
Bausee, Bauser, Beauzé et Vauzer (respectivement 1538 pour les deux premières formes, 1675 et 1682, réformation de Béarn), 
Vauser (1768, dénombrement de Candau) et 
Vausé (1793 et 1801, Bulletin des lois pour la deuxième date).
Selon Michel Grosclaude, l’origine du toponyme est obscure et reste indéterminée.
Le Castet, ferme de la commune, est cité dans le dictionnaire de 1863, tout comme les Garrus, noté le Garrus.
Le Moutha est mentionné dans le dictionnaire topographique Béarn-Pays basque en 1863 et désignait un hameau de Vauzé.

## Histoire
Paul Raymond note qu'en 1385, Bassillon dépendait du bailliage de Lembeye et comptait sept feux et qu'il y avait à Vauzé une abbaye laïque, vassale de la vicomté de Béarn. De cette même vicomté dépendait la baronnie de Vauzé, créée en 1641, comprenant, en sus de la commune elle-même, Peyrelongue-Abos.
Bassillon et Vauzé se sont unies en 1833.

## Politique et administration
| Période                                  | Période  | Identité          | Étiquette | Qualité |
| ---------------------------------------- | -------- | ----------------- | --------- | ------- |
| avant 1988                               | ?        | Louis Vincens     |           |         |
| 1995                                     | 2014     | Jean-Claude Maury |           |         |
| 2014                                     | En cours | Claude Lagarrue   |           |         |
| Les données manquantes sont à compléter. |          |                   |           |         |

### Intercommunalité
Bassillon-Vauzé fait partie de quatre structures intercommunales :
- la communauté de communes du Nord-Est Béarn ;
- le SIVU de la voirie du canton de Lembeye ;
- le syndicat d'énergie des Pyrénées-Atlantiques ;
- le syndicat intercommunal d'alimentation en eau potable (SIAEP) du Vic-Bilh Montanérès.

## Population et société

### Démographie
L'évolution du nombre d'habitants est connue à travers les recensements de la population effectués dans la commune depuis 1793. Pour les communes de moins de 10 000 habitants, une enquête de recensement portant sur toute la population est réalisée tous les cinq ans, les populations de référence des années intermédiaires étant quant à elles estimées par interpolation ou extrapolation. Pour la commune, le premier recensement exhaustif entrant dans le cadre du nouveau dispositif a été réalisé en 2008.

En 2022, la commune comptait 65 habitants, en évolution de −4,41 % par rapport à 2016 (Pyrénées-Atlantiques : +3,78 %, France hors Mayotte : +2,11 %).
| 1793 | 1800 | 1806 | 1821 | 1831 | 1836 | 1841 | 1846 | 1851 |
| ---- | ---- | ---- | ---- | ---- | ---- | ---- | ---- | ---- |
| 132  | 130  | 555  | 150  | 286  | 284  | 287  | 240  | 241  |

| 1856 | 1861 | 1866 | 1872 | 1876 | 1881 | 1886 | 1891 | 1896 |
| ---- | ---- | ---- | ---- | ---- | ---- | ---- | ---- | ---- |
| 233  | 203  | 218  | 205  | 190  | 188  | 180  | 167  | 161  |

| 1901 | 1906 | 1911 | 1921 | 1926 | 1931 | 1936 | 1946 | 1954 |
| ---- | ---- | ---- | ---- | ---- | ---- | ---- | ---- | ---- |
| 178  | 164  | 169  | 134  | 115  | 109  | 109  | 108  | 99   |

| 1962 | 1968 | 1975 | 1982 | 1990 | 1999 | 2006 | 2008 | 2013 |
| ---- | ---- | ---- | ---- | ---- | ---- | ---- | ---- | ---- |
| 95   | 75   | 76   | 77   | 76   | 72   | 73   | 73   | 72   |

| 2018 | 2022 | - | - | - | - | - | - | - |
| ---- | ---- | - | - | - | - | - | - | - |
| 64   | 65   | - | - | - | - | - | - | - |

Les tableaux démographiques ci-dessus ne concernent, avant 1833, que la commune de Bassillon. Avant cette date, Vauzé a connu l'évolution suivante :
| 1793 | 1800 | 1806 | 1821 |
| ---- | ---- | ---- | ---- |
| 129  | 111  | -    | 141  |

## Économie
La commune est située dans la zone AOC de production du pacherenc-du-vic-bilh.

## Culture locale et patrimoine

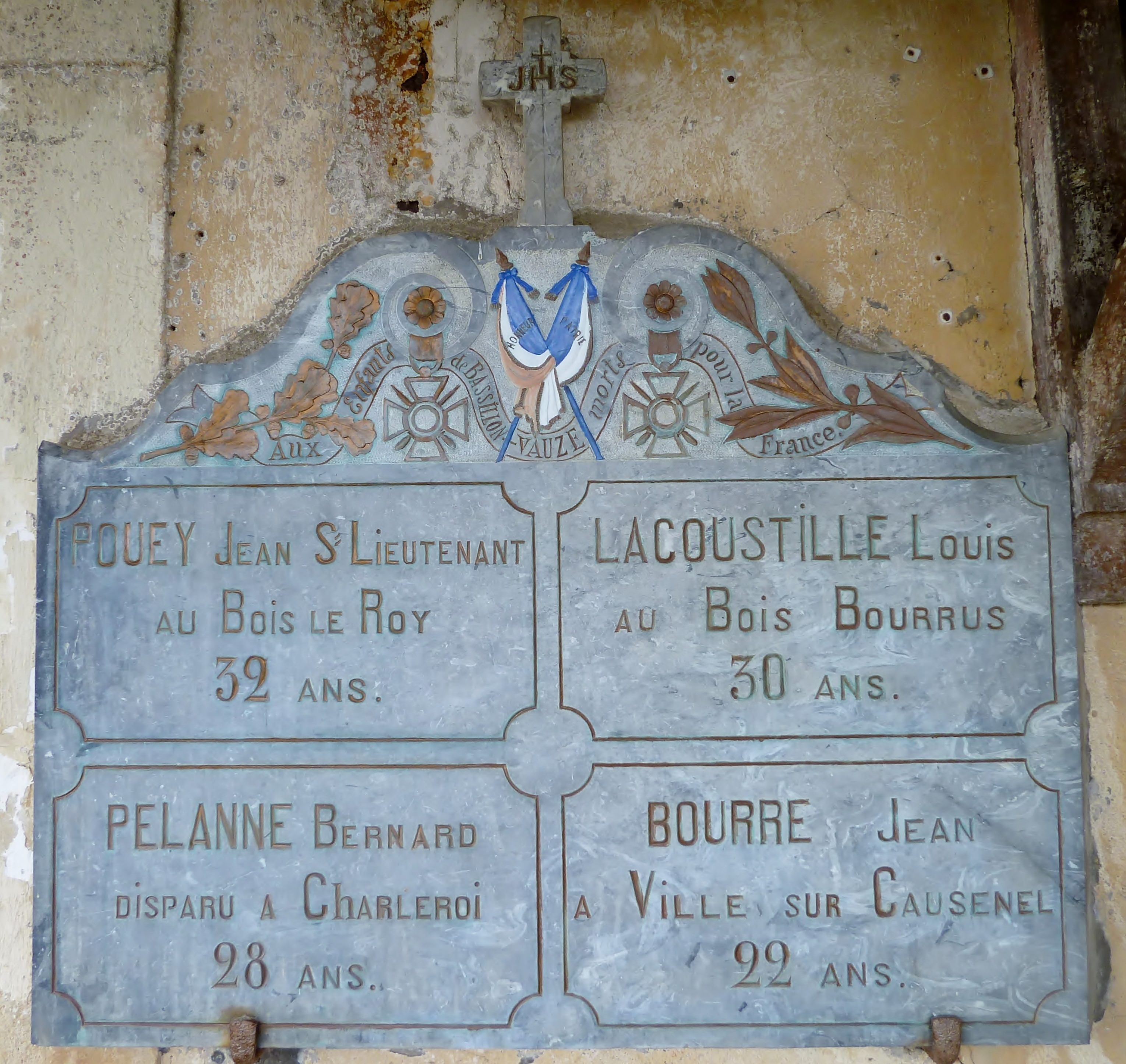
Le monument aux morts.
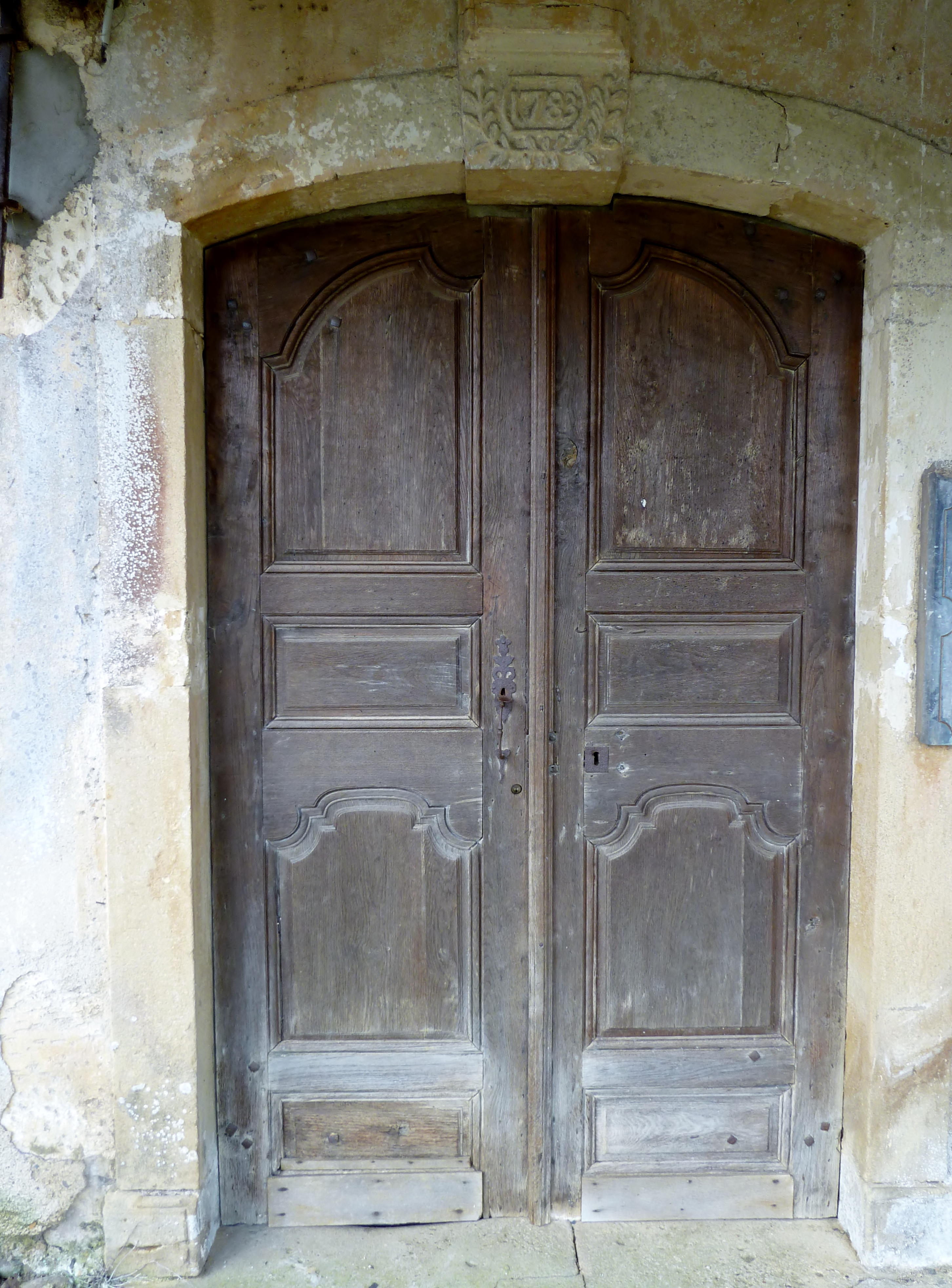
Entrée de l'église (1773).

### Patrimoine civil
Au lieu-dit Mouthé (Vauzé), un ensemble fortifié (motte, basse-cour et fossé), témoigne d'une présence seigneuriale au XIe siècle.
La ferme dite Maison Laïus, au lieu-dit Pouey (Bassillon), date de la fin du XVIIIe siècle. Elle fait partie d'un ensemble de maisons et de fermes identifiées par le ministère de la Culture dans l'Inventaire général du patrimoine culturel.
On peut voir à Bassillon une fontaine datant de 1833. Le presbytère fut construit, quant à lui, entre 1853 et 1860.

### Patrimoine religieux
L'église Saint-Barthélémy, à Vauzé, porte l'inscription 1773 sur le linteau de la porte. On y trouve des objets et mobiliers (chemin de croix, chandeliers et bénitier) inscrits à l'inventaire général du patrimoine culturel. L'église Saint-Girons, de Bassillon, date également du XVIIIe siècle. Elle recèle, elle aussi, du mobilier (chaire à prêcher, des statues et des bénitiers,) et des verrières inscrits à l'inventaire du ministère de la Culture.